# Torneo de Shenzhen 2014
El Shenzhen Open 2014 es un torneo de tenis jugado en canchas duras . Es la 1ª edición del Shenzhen Open, y forma parte de la ATP World Tour 250 series del 2014. Se llevará a cabo en el Shenzhen Longgang Tennis Centre de Shenzhen, China, del 22 al 28 de septiembre de 2014.

## Cabeza de serie

### Individual
| Tenista                | Ranking | Preclasificada |
| David Ferrer           | 5       | 1              |
| Andy Murray            | 12      | 2              |
| Roberto Bautista Agut  | 15      | 3              |
| Richard Gasquet        | 21      | 4              |
| Tommy Robredo          | 22      | 5              |
| Gilles Simon           | 26      | 6              |
| Mijaíl Yuzhny          | 31      | 7              |
| Guillermo García-López | 32      | 8              |

- El Ranking es de 15 de septiembre de 2014.

### Dobles
| Tenista                            | Ranking | Preclasificada |
| Jean-Julien Rojer Horia Tecău      | 38      | 1              |
| Juan Sebastián Cabal Robert Farah  | 39      | 2              |
| Rohan Bopanna Aisam-ul-Haq Qureshi | 55      | 3              |
| Mariusz Fyrstenberg Max Mirnyi     | 76      | 4              |

## Campeones

### Individual masculino
Andy Murray venció a  Tommy Robredo por 5–7, 7–6(11–9), 6–1

### Dobles masculino
Jean-Julien Rojer /  Horia Tecău vencieron a  Sam Groth /  Chris Guccione por 6–4, 7–6(7–4)